# Lijst van spelers van Nashville SC
Deze lijst omvat voetballers die bij de Amerikaanse voetbalclub Nashville SC spelen of gespeeld hebben. Spelers die voor de gelijknamige club, die van 2018 tot 2019 in de USL Championship uitkwam, speelden staan in deze lijst opgenomen met een (U) achter de naam. De spelers zijn alfabetisch gerangschikt.

## A
- David Accam
- Bolu Akinyode (U)
- Brandon Allen (U)
- Jalil Anibaba

## B
- Dominique Badji
- Kharlton Belmar (U)
- Bradley Bourgeois (U)

## C
- C.J. Cochran (U)
- Michael Cox (U)

## D
- Justin Davis (U)
- Liam Doyle (U)
- Jordan Dunstan (U)

## E
- David Edgar (U)

## G
- Aníbal Godoy

## H
- Ramone Howell (U)
- Josh Hughes (U)
- Tucker Hume (U)

## J
- Ryan James (U)
- Ismaila Jome (U)
- Derrick Jones (U)

## K
- Kosuke Kimura (U)
- Darnell King (U)

## L
- Matt LaGrassa (U)
- Cameron Lancaster (U)
- Forrest Lasso (U)
- Randall Leal
- Daniel Lovitz

## M
- Dax McCarty
- Ropapa Mensah (U)
- Eric Miller
- Lebo Moloto (U)
- Hany Mukhtar

## O
- Jimmy Ockford (U)

## P
- Matt Pickens (U)

## R
- Michael Reed (U)
- Daniel Ríos (U)
- Dave Romney

## S
- Robin Shroot (U)
- Connor Sparrow (U)

## T
- Ken Tribbett (U)
- Kristopher Tyrpak (U)

## V
- Vinnie Vermeer (U)

## W
- Taylor Washington (U)
- Joe Willis
- Alan Winn (U)
- London Woodberry (U)

## Z
- Walker Zimmerman